# 墓場の館
『墓場の館』（はかばのやかた、英: Funeral Home、原題:Cries in the Night）は、1980年に製作されたカナダのホラー映画。監督はウィリアム・フリュエ、出演者はレスリー・ドナルドソン、ケイ・ホートリー、ジャック・バン・エベラ、アルフ・ハンフリーズ、ハーヴェイ・アトキン。十代の若者が祖母の民宿で夏を過ごすことになったが、そこはかつて葬儀場だった―そして客が次々と失踪し始める。元々はカナダで1980年にCries in the Nightというタイトルで公開され、1982年にアメリカ合衆国で劇場、ビデオで公開されるのに際してFuneral Homeと改題された。

## キャスト
- モード・チャルマース：ケイ・ホートリー
- ヘザー：レスリー・ドナルドソン
- デイヴィス：バリー・モース
- リック・イエーツ：ディーン・ガーベット
- ビリー・ヒッブス：ステファン・E・ミラー
- ジョー・イエーツ：アルフ・ハンフリーズ
- フローリー：ペギー・マホン
- ハリー・ブラウニング：ハーヴェイ・アトキン
- 保安官：ロバート・ワーナー
- ジェームズ・チャルマース：ジャック・バン・エベラ
- サム：レス・ルビー
- ルビー：ドリス・ペトリー
- フランク：ビル・レイク
- 若いリック：ブルット・マシュー・デイビッドソン
- テディー：クリストファー・クラッブ
- バリー・オークス：ロバート・クレイグ
- リンダ：リンダ・ドルビー
- ピート：ジェラルド・ジョーダン
- シャーリー：エレナー・ビークロフト